# Agastyamalai

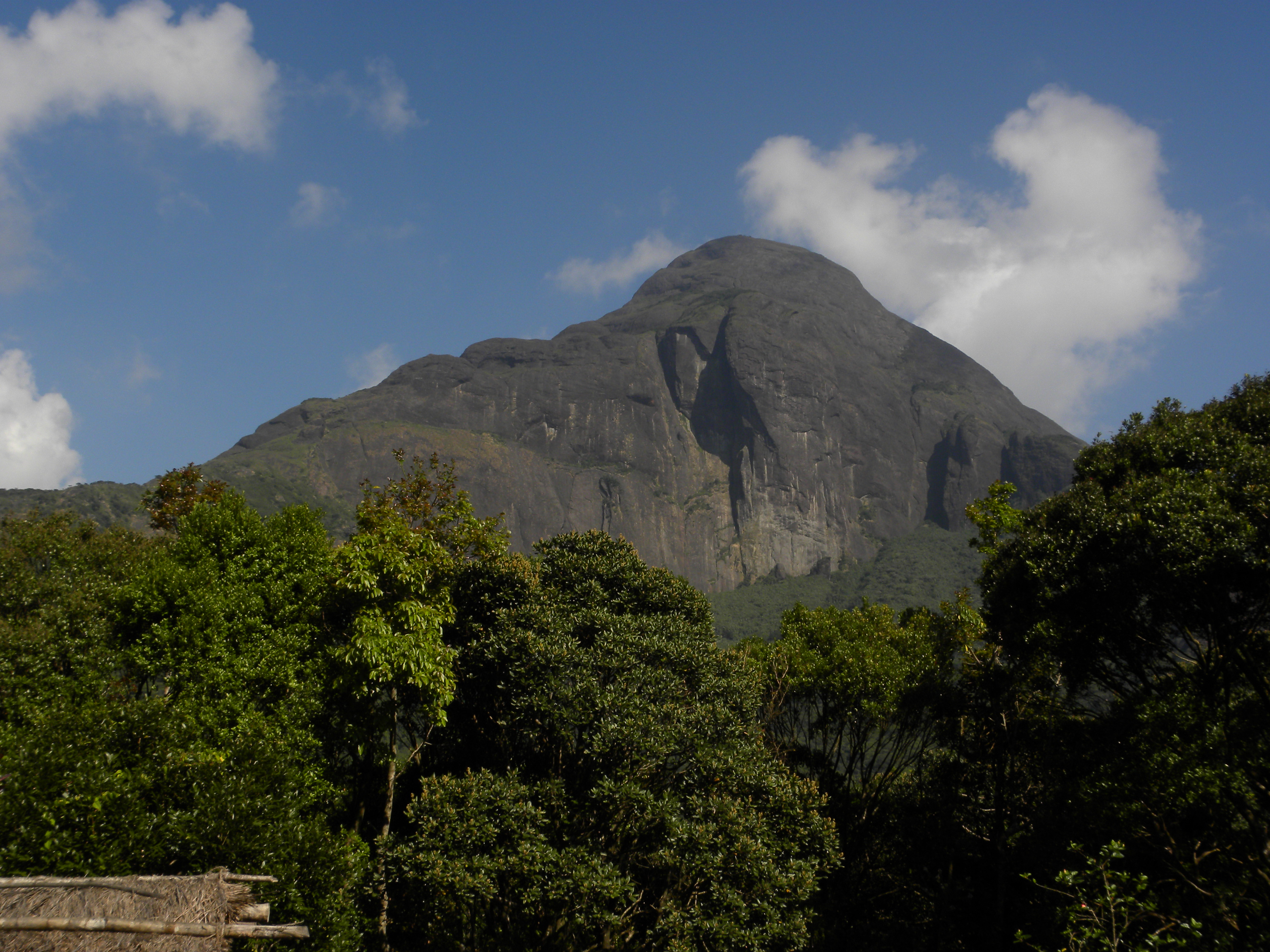
L'Agastya Mala

Agasthyamalai o Agastya Mala (Malaiàlam അഗസ്ത്യകൂടം, Agastyakutam) és una muntanya cònica i aïllada a la part sud dels Ghats Occidentals, districte de Thiruvananthapuram a Kerala, taluk de Neyyattinkara, i a l'antic principat de Travancore. Localment és conegut com a Sahya Parvatam.
Té una altura de 1868 metres. Es troba al límit entre el districte de Thiruvananthapuram i el districte de Tirunelveli (Tinnevelly). En aquesta muntanya neix el riu sagrat Tambraparni (cap a l'est al districte de Tirunelveli) i el Neyyar (cap a l'oest). El seu nom deriva del savi Agastya Maharshi, pioner de la civilització ària al sud de l'Índia, que la llegenda diu que encara viu al seu cim com a iogui (yogi).